# Pelopea (filla de Tiestes)
Segons la mitologia grega, Pelopea (en grec antic: Πελόπεια), és el nom de la mare d'Egist, fill que va tenir involuntàriament, fruit d'una unió incestuosa amb el seu pare, Tiestes.
Vivia a Sició, a la cort del rei Tesprot. Gai Juli Higí explica que Pelopea, quan es feien uns sacrificis en honor a Atena, va relliscar mentre dirigia els cors i es va tacar el vestit de sang. Va anar fins al riu a rentar-lo, se'l va treure, i Tiestes, que estava amagat al bosc, sense reconèixer-la, la va violar. Embarassada d'Egist, es va casar amb Atreu, el seu oncle. Més endavant el noi va venjar Tiestes matant Atreu, que temps abans havia matat Plístenes i Tàntal, fills de Tiestes.